# Бюсты папы Павла V (Бернини)
Два бюста папы Павла V выполнены Джованни Лоренцо Бернини из каррарского мрамора, копия второго имеется также в бронзе. Первый бюст папы Павла V Бернини создал, как считается, в 1618 году, он хранится ныне в галерее Боргезе в Риме. Спустя несколько месяцев после смерти Павла V в 1621 году его племянник, кардинал Шипионе Боргезе заказал 23-летнему Бернини официальный мраморный бюст папы Павла V. В 1632 году Бернини выполнил в пандан к нему бюст самого кардинала Боргезе. Второй бюст Павла V с недавнего времени экспонируется в Музее Гетти в Лос-Анджелесе. Бронзовая копия второго бюста работы Себастиано Себастиани хранится в Государственном музее искусств в Копенгагене.

## Облик
На скульптурных портретах Бернини папа Павел V предстаёт в богато украшенном папском одеянии без головного убора, с выбритой тонзурой. Риза на его груди скреплена пряжкой из драгоценного камня, а подризник сшит из тонкой ткани в вертикальную сборку. Директор Музея Гетти Тимоти Поттс восхищается талантом Бернини, умевшего вдохнуть жизнь в мрамор, уловить главное в человеке: «Не только физическое сходство папы, но и его личность и статус, его благожелательная серьёзность и живое присутствие заставляют при взгляде на него чувствовать дрожь в коленях, даже если вы ничего не знаете об авторе».

## Второй мраморный бюст
Второй бюст папы Павла V последние сто лет считался утраченным. В 1893 году семья Боргезе продала этот бюст из своей частной коллекции на аукционе некоему венскому коллекционеру, причём в то время его атрибутировали не Бернини, а его современнику Алессандро Альгарди. Спустя два десятка лет, в 1916 году инспектор по памятникам Рима Антонио Муньос опубликовал статью, в которой исправил ошибочную атрибуцию, причём не упоминая место нахождения бюста. В 1953 году профессор истории Итало Фальди опубликовал обнаруженные им в архивах Ватикана документы семьи Боргезе, из которых, в частности, стало известно о деталях заказа бюста в 1621 году. Высказывались предположения, что бюст Павла V исчез в годы Второй мировой войны, оказавшись среди художественных ценностей, конфискованных нацистской Германией. Несмотря на то, что бюст Павла V был хорошо знаком искусствоведам по фотографии 1893 года и бронзовой копии, его судьба оставалась неизвестной вплоть до 2014 года.

## Находка в Словакии
В 2013 году, спустя десять лет после смерти словацкого художника Эрнеста Зметака три его наследника решились продать на аукционе SOGA в Братиславе мраморный бюст из его частной коллекции, считавшийся работой неизвестного скульптора, подражателя Бернини. Бюст «под Бернини» не нашёл покупателя с первой попытки, только после снижения стартовой цены с 47 до 24 тыс. евро бюст в сентябре 2014 года обрёл нового хозяина в лице проживавшего в Братиславе французского коллекционера Клемана Генебо. Генебо получил от министерства культуры Словакии разрешение на вывоз бюста за границу и доставил его в Лондон на аукцион «Сотбис», указав в документах на вывоз стоимость скульптуры в 7 млн евро. В июне 2015 года Музей Гетти объявил о приобретении бюста Павла V в частной сделке при посредничестве «Сотбис» за 33 млн долларов. История о том, как Словакия лишилась ценного произведения искусства, получила огласку, в стране разразился «культурный скандал». Министр культуры Словакии Марек Мадярич обвинил в нарушениях аукционный дом SOGA, по словам пресс-секретаря министерства, имеются подозрения, что лица, участвовавшие в аукционной сделке и оформлении вывоза, знали о настоящей ценности скульптуры и действовали по преступному сговору. Директор департамента культурного наследия министерства культуры Словакии и сотрудница, выдавшая разрешение на вывоз, были уволены. Экспертная комиссия при министерстве культуры, которая не провела соответствующей экспертизы, была распущена. Вице-президент Музея Гетти по связям с общественностью Рон Хартвиг в связи с разразившимся в Братиславе скандалом заверил, что бюст останется в экспозиции Музея Гетти: он был вывезен из Словакии, продан в Великобритании и ввезён в США на законных основаниях, а расследования словацкого правительства никак не влияют на право собственности Музея Гетти на приобретённую скульптуру.

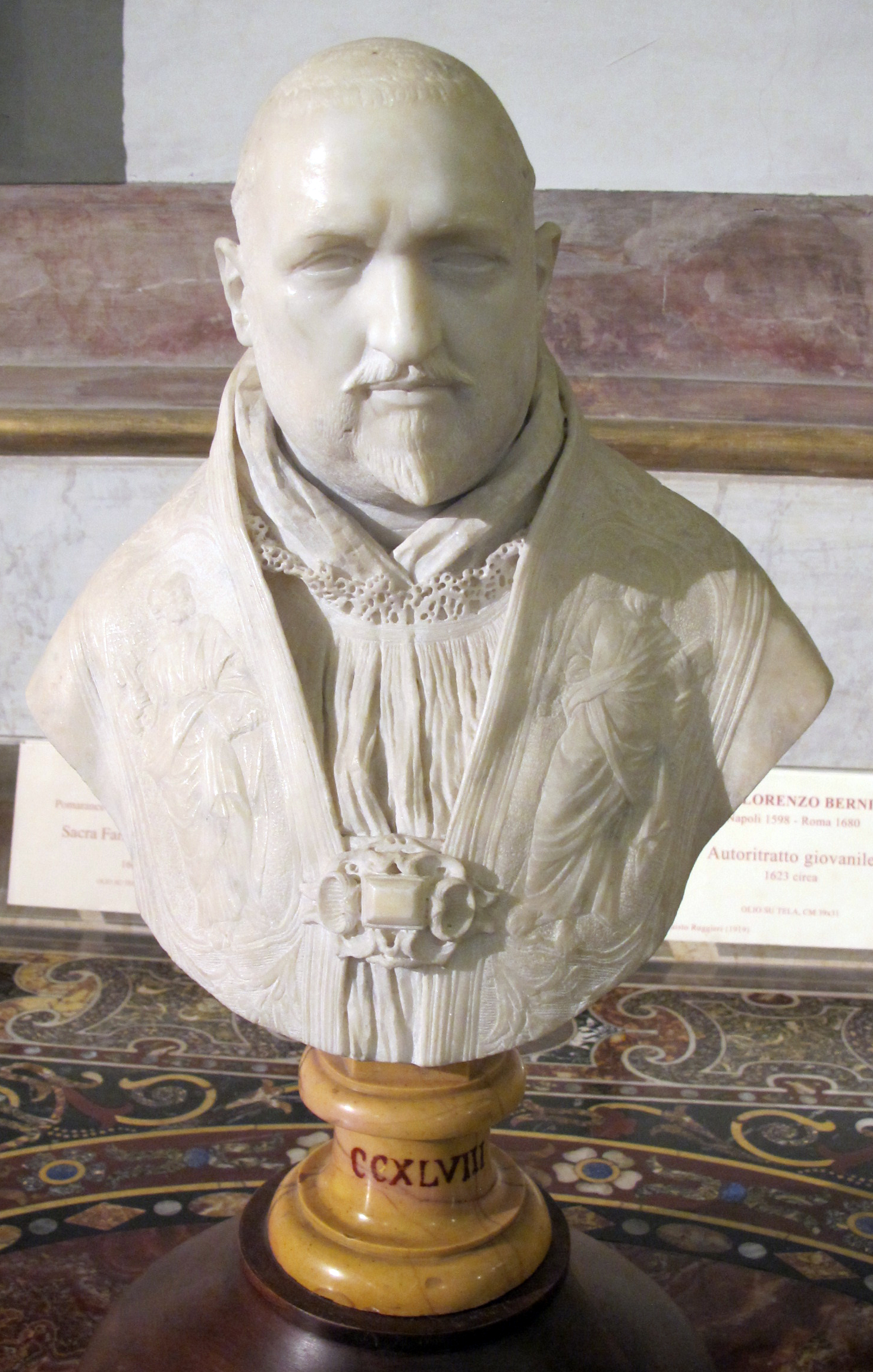
Первый бюст папы Павла V работы Бернини. 1618. Галерея Боргезе, Рим
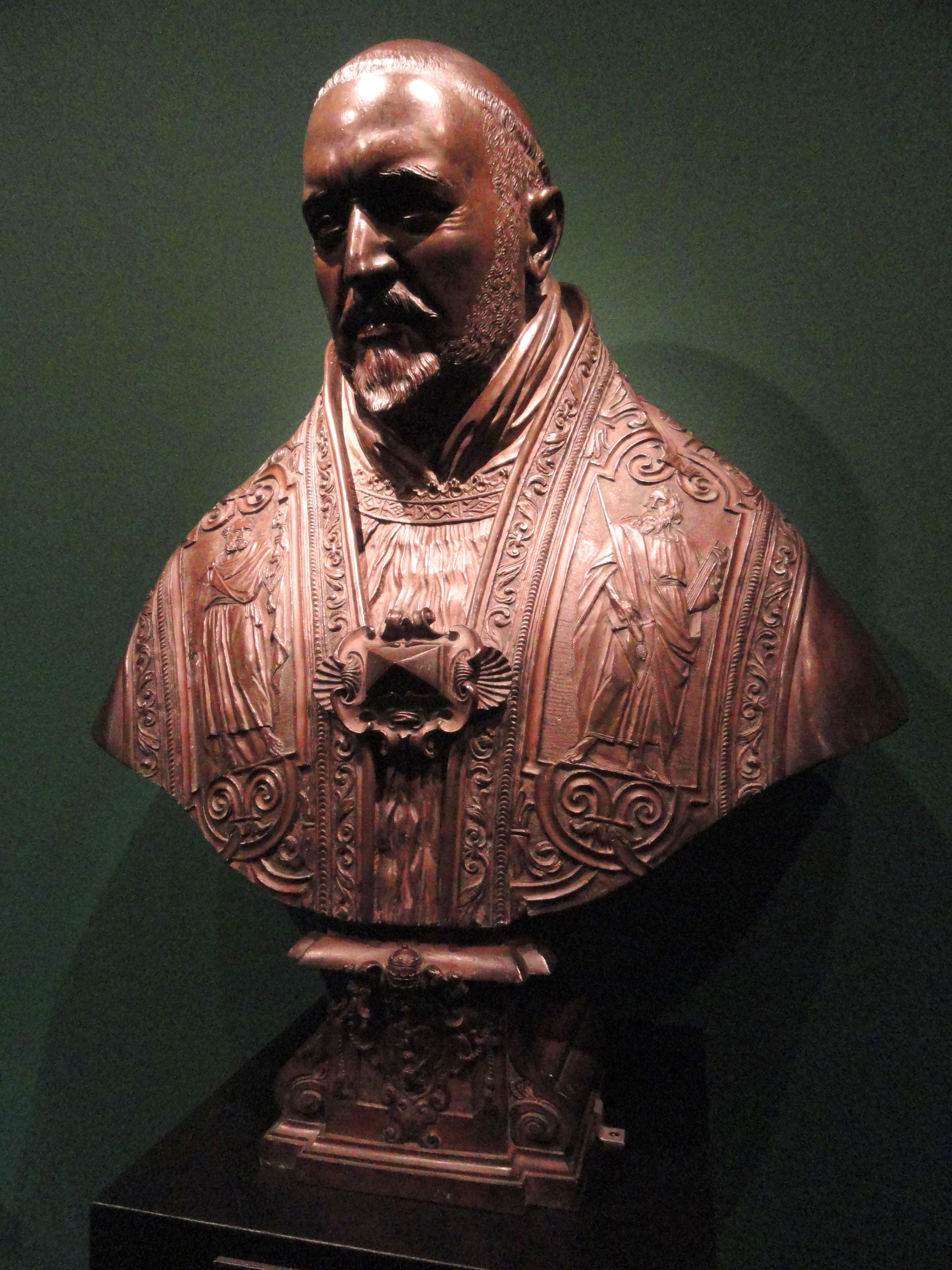
Бронзовая копия второго бюста папы Павла V. Государственный музей искусств. Копенгаген
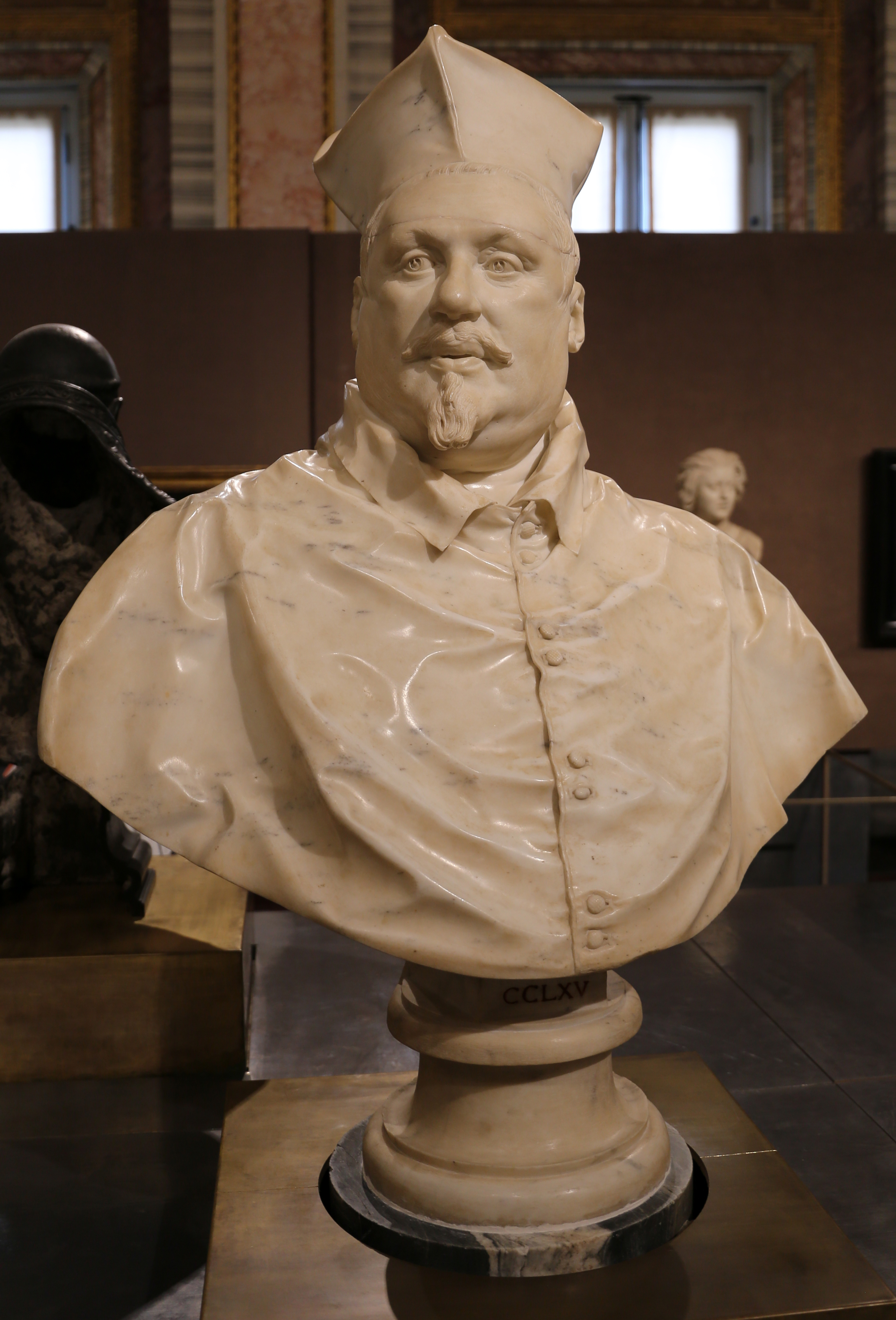
Бюст кардинала Шипионе Боргезе, пандан ко второму бюсту папы Павла V. 1632.  Галерея Боргезе, Рим